# Championnats du monde de BMX 2000
Navigation
Édition précédente Édition suivante
Les championnats du monde de BMX 2000, cinquième édition des championnats du monde de BMX organisés par l'Union cycliste internationale, ont eu lieu du 27 au 29 juillet 2000 à Córdoba, en Argentine. Ils sont remportés par le Français Thomas Allier chez les hommes et par l'Australienne Natarsha Williams chez les femmes.

## Podiums
| Épreuves                     | Or                | Argent                | Bronze              |
| ---------------------------- | ----------------- | --------------------- | ------------------- |
| Épreuves masculines          |                   |                       |                     |
| Élite hommes                 | Thomas Allier     | Christophe Lévêque    | Dale Holmes         |
| Cruiser élite hommes         | Mario Andrés Soto | Randy Stumpfhauser    | Steve Veltman       |
| Épreuve masculines - juniors |                   |                       |                     |
| Junior hommes                | Jason Ream        | Santiago Silva Romero | Allan Duarte        |
| Cruiser junior hommes        | Medhi Remili (es) | Quentin Delescluse    | Jason Ream          |
| Épreuves féminines           |                   |                       |                     |
| Élite femmes                 | Natarsha Williams | Ellen Bollansee       | María Gabriela Díaz |
| Junior femmes                | Jamie Lilly       | Angelines Nicoletta   | Kerrie-Lee Lucas    |

## Tableau des médailles
| Rang  | Nation          | Or | Argent | Bronze | Total |
| ----- | --------------- | -- | ------ | ------ | ----- |
| 1     | France          | 2  | 2      | 0      | 4     |
| 2     | États-Unis      | 2  | 1      | 2      | 5     |
| 3     | Colombie        | 1  | 1      | 0      | 2     |
| 4     | Australie       | 1  | 0      | 1      | 2     |
| 5     | Belgique        | 0  | 1      | 0      | 1     |
|       | Chili           | 0  | 1      | 0      | 1     |
| 7     | Argentine       | 0  | 0      | 1      | 1     |
|       | Brésil          | 0  | 0      | 1      | 1     |
|       | Grande-Bretagne | 0  | 0      | 1      | 1     |
| Total | Total           | 6  | 6      | 6      | 18    |